# Nhập cư

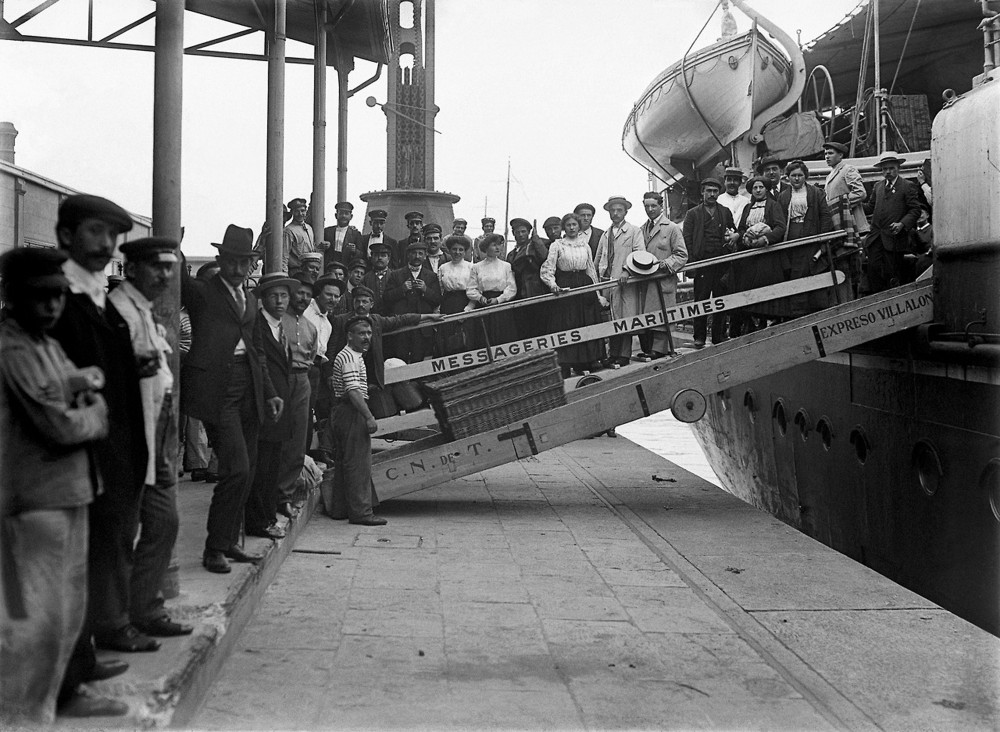
Người nhập cư châu Âu đến Argentina

Nhập cư là hành động di chuyển chỗ ở đến vào một vùng hay một quốc gia mới. Dân nhập cư là người dân di chuyển từ một vùng đến một vùng khác để định cư hoặc tạm trú.
Nhập cư ngược với xuất cư và cả hai đều là di cư.

## Việt Nam

### Thời bao cấp
Người nhập cư bị hạn chế về quyền lợi như không có sổ lương thực, tem phiếu, nhà ở, ruộng đất, học hành, chữa bệnh, việc làm, tiêu chuẩn, định mức điện nước, đăng ký xe máy, trước bạ nhà cửa, tàu thuyền, con cái họ có khi không có giấy khai sinh, chứng minh nhân dân.